# Список депутатов кнессета от партии Ликуд
Список депутатов Кнессета от партии Ликуд — список членов израильского парламента (Кнессета) от партии Ликуд

## В составе Кнессета 8-го созыва (31 декабря 1973 года по 17 мая 1977)
| - Залман Абрамов - Моше Аренс - Йорам Аридор - Йоханан Бадер - Ядидья Бээри - Менахем Бегин - Меир Коэн-Авидов - Геула Коэн - Игаль Коэн1 - Хаим Корфман, Хаим Корфо - Гидеон Пат - Ицхак Перец - Элимелех Рималт - Хилель Зейдель | - Матитьягу Дроблес - Леон Дициян - Симха Эрлих - Йехезкиель Фломин - Песах Группер - Биньямин Халеви2 - Игаль Горовиц - Авраам Кац - Бен-Цион Кешет - Йосеф Кремерман - Ицхак Шамир - Ариэль Шарон1 - Авраам Шехтерман - Элиэзер Шостак | - Хаим Ландау - Давид Леви - Чита Линкер3 - Амнон Лин - Эйтан Ливни - Ицхак Модаи - Амаль Насерэльдин5 - Моше Нисим - Акива Ноф5 4 - Эхуд Ольмерт - Залман Шовал - Йосеф Тамир - Шмуэль Тамир4 3 - Менахем Ядид - Авраам Йофе |

1 Ариэль Шарон покинул Кнессет 23 декабря 1974 года, его заменил Игаль Коэн
2 Бинямин Халеви покинул Ликуд и далее был независимым депутатом
3 Чита Линкер заменила депутата Шмуэля Тамира
4 Покинули партию Ликуд и создали новую партию Свободный центр
5 Акива Ноф покинул Кнессет 25 января 1977 года. Он был заменен Амалем Насерэльдиным.

## В составе Кнессета 9-го созыва (17 мая 1977 года по 30 июня 1981)
Моше Аренс, Йорам Аридор, Эльяким Бадьян, Менахем Бегин, Ицхак Берман , Меир Коэн-Авидов, Игаль Коэн-Оргад, Геула Коэн , Игаль Коэн; Хаим Корфо; Майкл Декель, Сара Дорон, Симха Эрлих, Йехезкель Фломин; Песах Группер, Игаль Горовиц, Ицхак Ицхак, Моше Кацав, Авраам Кац, Кауфман, Давид Леви, Амнон Линн, Эйтан Ливни, Моше Мерон ; Рони Мило , Ицхак Модаи, Амаль Насерэльдин; Моше Нисим, Акива Ноф, Эхуд Ольмерт, Гедеон Пат, Ицхак Перец, Шмуэль Рехтман, Иосеф Ром, Менахем Савидор, Гилель Зейделя; Моше Шамир, Ицхак Шамир, Авраам Шарир, Ариэль Шарон, Дов Шиланский , Элиэзер Шостак, Залман Шоваль, Дэвид Стерн, Тамир Йосеф, Эзер Вейцман, Мордехай Ципори.

## В составе Кнессета 12-го созыва (1 ноября 1988 по 23 июня 1992 года)
| - Аарон Абухацира - Шауль Амор - Моше Аренс - Бени Бегин - Элияху Бен-Элисар - Игаль Коэн - Хаим Корфо - Сара Дорон - Михаэль Эйтан - Овадья Эли - Гидеон Гадот - Мирьям Глезер-Тааса - Пинхас Гольдштейн - Песах Группер - Эфраим Гур | - Цахи Ханегби - Игаль Горовиц - Моше Кацав - Хаим Кауфман - Михаэль Кляйнер - Узи Ландау - Давид Леви - Лимор Ливнат - Уриэль Лин - Давид Маген - Джошуа Маца - Дан Меридор - Рони Мило - Ихак Модаи - Биньямин Нетаньяху | - Моше Нисим - Эхуд Ольмерт - Гидеон Пат - Иегуда Перах - Реувен Ривлин - Йеошуа Саги - Яков Шамай - Ицхак Шамир - Авраам Шарир - Ариэль Шарон - Дов Шилянский - Залман Шоваль - Дан Тихон - Ариэль Вайнштейн |

## В составе Кнессета 13-го созыва (23 июня 1992 года по 29 мая 1996)
| - Йосеф Ахимеир - Шауль Амор - Асад Асад - Бени Бегин - Элияху Бен-Элисар - Наоми Блюменталь - Михаэль Эйтан - Овадья Эли - Эфраим Гур - Цахи Ханегби - Авраам Гиршзон - Моше Кацав | - Хаим Кауфман - Узи Ландау - Давид Леви - Лимор Ливнат - Давид Маген - Джошуа Маца - Давид Мена - Дан Меридор - Рони Мило - Рон Нахман - Биньямин Нетаньяху - Моше Нисим | - Эхуд Ольмерт - Гидеон Пат - Михаэль Рацон - Сильван Шалом - Яков Шамай - Ицхак Шамир - Ариэль Шарон - Дов Шилянский - Залман Шитрит - Дан Тихон - Ариэль Вайнштейн |

## В составе Кнессета 14-го созыва (29 мая 1996 года по 17 мая 1999)
| - Шауль Амор - Наоми Блюменталь - Зеэв Бойм - Михаэль Эйтан - Гидеон Эзра - Цахи Ханегби | - Авраам Гиршпрунг - Моше Кацав - Исраэль Кац - Узи Ландау - Лимор Ливнат - Джошуа Маца | - Биньямин Нетаньяху - Реувен Ривлин - Сильван Шалом - Ариэль Шарон - Меир Шитрит - Дорон Шмуэли - Дан Тихон |

## В составе Кнессета 15-го созыва (17 мая 1999 года по 28 января 2003 года)
| - Цахи Анегби - Моше Аренс - Номи Блюменталь - Зеэв Боим - Авраам Гиршзон - Аюб Кара - Исраэль Кац - Моше Кацав | - Эли Коэн - Узи Ландау - Иехиэль Ласри - Лимор Ливнат - Ципи Ливни - Ешуа Маца - Рони Мило - Дани Наве | - Биньямин Нетаньяху - Реувен Ривлин - Сильван Шалом - Ариэль Шарон - Юваль Штайниц - Михаэль Эйтан - Гидеон Эзра |

## В составе Кнессета 16-го созыва (28 января 2003 — 17 апреля 2006 года)
| - Эли Афлало - Рухама Авраам - Рони Бар-Он - Даниэль Бен-Лулу - Наоми Блюменталь - Йоэль Эдельштейн - Зеэв Бойм - Яаков Эдри - Михаэль Эйтан - Гилад Эрдан - Гидеон Эзра - Гила Гамлиэль - Инбаль Гавирэли - Михаэль Горловский | - Цахи Ханегби - Иехиэль Хазан - Авраам Гиршзон - Моше Кахлон - Аюб Кара - Хаим Кац - Исраэль Кац - Узи Ландау - Давид Леви - Лимор Ливнат - Ципи Ливни - Давид Мена - Лея Нес - Дан Наве | - Биньямин Нетаньяху - Эхуд Ольмерт - Михаэль Рацон - Реувен Ривлин - Пнина Розенблюм - Гидеон Саар - Сильван Шалом - Ариэль Шарон - Омри Шарон - Меир Шитрит - Марина Солодкина - Юваль Штайниц - Маджали Вахаби - Эхуд Ятом |

## В составе Кнессета 17-го созыва (17 апреля 2006 — 24 февраля 2009 года)
| - Йоэль Эдельштейн - Михаэль Эйтан - Гилад Эрдан - Моше Кахлон - Исраэль Кац | - Хаим Кац - Лимор Ливнат - Дан Наве - Биньямин Нетаньяху - Реувен Ривлин | - Сильван Шалом - Натан Щаранский - Юваль Штайниц - Гидеон Саар |

## В составе Кнессета 18-го созыва (24 февраля 2009 — 22 января 2013)
| - Биньямин Нетаньяху - Гидеон Саар - Гилад Эрдан - Реувен Ривлин - Бени Бегин - Моше Кахлон - Сильван Шалом - Моше Яалон - Юваль Штайниц | - Лея Нес - Исраэль Кац - Йоэль Эдельштейн - Лимор Ливнат - Хаим Кац - Йоси Пелед - Михаэль Эйтан - Дан Меридор - Ципи Хотовели | - Гила Гамлиэль - Зэев Элькин - Ярив Левин - Цион Пиньян - Аюб Кара - Дани Данон - Кармель Шама - Офир Акунис - Мири Регев |

## В составе Кнессета 19-го созыва (с 22 января 2013)
Ликуд участвовал в выборах единым списком с партией Наш дом — Израиль.
| - Биньямин Нетаниягу - Авигдор Либерман - Гидеон Саар - Яир Шамир - Гилад Эрдан - Сильван Шалом - Узи Ландау - Исраэль Кац - Дани Данон - Софа Ландвер - Реувен Ривлин | - Моше (Буги) Яалон - Ицхак Аронович - Зеэв Элькин - Ципи Хотовели - Орли Леви - Ярив Левин - Юлий Эдельштейн - Фаина Киршенбаум - Хаим Кац - Мири Регев | - Давид Ротем - Моше Фейглин - Юваль Штайниц - Роберт Илатов - Цахи Анегби - Лимор Ливнат - Хамад Ам'ар - Офир Акунис - Гила Гамлиэль - Шимон Охайон |